# Ульрика София Мекленбургская
Ульри́ка Софи́я Мекленбу́ргская (нем. Ulrike Sophie zu Mecklenburg; 1 июля 1723, Грабов — 17 сентября 1813, Росток) — немецкая принцесса из Мекленбургского дома.

## Жизнь
Ульрика София — второй ребёнок и старшая дочь в семье герцога Кристиана Людвига Мекленбургского и его супруги Густавы Каролины. В 1728 году 5-летней девочкой была определена в управительницы Рюнского монастыря. В 1750 году вместе с братом и невесткой побывала в Ахене и Париже. В 1756 году Ульрика София получила возмещение за отказ от прав на монастырь, перешедший в собственность герцога. Принцесса увлекалась искусством и, в частности, театром и переводила драматические произведения. Замужем не была. Последней из мекленбургской династии была похоронена в шельфской церкви Святого Николая в Шверине.